# ふんだりけったり
『ふんだりけったり』（原題：Cat Napping）は「トムとジェリー」の短編作品の一つ。1951年12月8日公開。日本においては現在パブリックドメインとなっている。

## スタッフ
- 監督 - ウィリアム・ハンナ、ジョセフ・バーベラ
- 製作 - フレッド・クインビー
- 作画 - ケネス・ミューズ、エド・バージ、レイ・パターソン、アーヴン・スペンス
- 音楽 - スコット・ブラッドリー

## ストーリー
ある日の昼下がり、トムがハンモックで昼寝をするため庭に出たところ、そこには既に先客のジェリーが気持ち良く昼寝をしていた。邪魔に思ったトムはジェリーを池に落とし排除するが、怒ったジェリーはハンモックを反転させてトムを落とす。
そこからトムとジェリーはハンモックを巡るドタバタを繰り広げ、蟻や蛙を巻き込んだ一進一退の攻防が続くも、遂にジェリーはトムをはるか彼方に飛ばすことに成功する。
トムが姿を消した隙に彼の反撃を見越したジェリーはスパイクを好物である骨で餌付けしハンモックの上におびき寄せる。そうとは知らないトムはそこにジェリーがいると思い込んだままハンモックを畳んだ上バットで殴打しまくる行為に出た。大人しくなったと見るやその中を手探りすると、出てきたのはスパイクの首輪。中身を察したトムは大慌てで逃走するが激怒したスパイクにしばき倒されてしまった。
結局ハンモックを取り戻せなかったトムは、ジェリーとスパイクの昼寝の世話をさせられてしまうのであった。

## 登場キャラクター
トム
自分が寝ようとしていたハンモックからジェリーを退かすため、様々な手段を使って追い出そうとする。だがジェリーの策略にはまって遥か彼方に飛ばされ、最後はスパイクを殴ってしまいボコボコにされた。結局ハンモックはジェリーに加えスパイクにまで乗っ取られ、自身は立ってジェリーとスパイクの世話係をする羽目になった。
ジェリー
トムにハンモックを渡すまいと蟻や蛙をも駆使してトムを追い払う。最終的にはスパイクと仲良くハンモックで寝た。
スパイク
ジェリーに餌付けされ、ジェリーが未だハンモックにいると思い込んだトムにバットで殴打される散々な被害を受ける。トムを殴り倒した後はジェリーと一緒にハンモックでくつろぎ、自分やジェリーの世話係をさせていた。
蟻の大群
本作が初登場。前進しかせず、行進曲に合わせて進行し、障害物があってもそこを道として問答無用で進行する蟻の大群。ジェリーの悪戯でトムが乗っているハンモックの紐に到達した結果、その団結力とリズミカルな歩調の共振作用で地震かの如く揺らし、しまいには吊り紐を切断する。かぶるヘルメットは赤い軍隊帽。
蛙
トム宅の池の蓮の葉に佇んでいる。ジェリーの悪戯によりトムに飲み込まれたものの、体内で大暴れしトムを池に落とし、トムの体内から脱出した。